# Тетрахлоромеркурат(II) калия
Тетрахлоромеркурат(II) калия — неорганическое соединение,
комплексная соль калия, ртути и соляной кислоты с формулой K2HgCl4,
кристаллы,
образует кристаллогидраты.

## Получение
- Реакция хлоридов ртути и калия:

{\displaystyle {\mathsf {2KCl+HgCl_{2}\ {\xrightarrow {}}\ K_{2}HgCl_{4}}}}

## Физические свойства
Тетрахлоромеркурат(II) калия образует
кристаллогидраты состава K2HgCl4•H2O,
кристаллы
ромбической сингонии,
пространственная группа P mcb,
параметры ячейки a = 0,889 нм, b = 1,163 нм, c = 0,827 нм, Z = 4.